# Siesta Key
Siesta Key ist  ein census-designated place (CDP) im Sarasota County im US-Bundesstaat Florida. Das U.S. Census Bureau hat bei der Volkszählung 2020 eine Einwohnerzahl von 5.454 ermittelt. 

## Geographie
Der CDP Siesta Key befindet sich auf der gleichnamigen Insel Siesta Key. Sie stellt eine vorgelagerte Barriereinsel vor der Golfküste Floridas dar. Es bestehen über zwei Brücken über den Intracoastal Waterway (SR 72 und 758) Straßenverbindungen auf das Festland. Im Norden grenzt Siesta Key direkt an Sarasota, dessen Stadtgebiet sich geringfügig bis auf die Insel erstreckt. Der CDP liegt etwa 90 Kilometer südlich von Tampa.

## Geschichte
Die Insel war ursprünglich unter dem Namen Sarasota Key bekannt, den ihr europäische Kartographen nach ihrer Erkundung des Gebiets ab 1513 gaben. Noch bis Anfang des 20. Jahrhunderts war die Insel weitgehend unerschlossen. Der Haupterwerb der wenigen Einwohner war die Fischerei und der Orangenanbau.
Der Tourismus begann ab 1906 aufzuleben, als das Ehepaar Roberts seine Pension zu einem großen Hotel umbaute. Im Zuge der touristischen Erschließung der Insel wurde sie ein Jahr später in Siesta Key umbenannt. Zur besseren Entwicklung der Insel wurde die Siesta Land Company gegründet, deren bekanntestes Mitglied Harry Higel, der damalige Bürgermeister der Stadt Sarasota, war. 1912 eröffnete mit dem Bay Island Hotel ein zweites Hotel, das aber schon Mitte der 1940er Jahre wieder geschlossen wurde. 1914 eröffnete Harry Higel sein eigenes Hotel, das er Higelhurst nannte. Da die fehlende Landverbindung die Entwicklung der Insel weiterhin beeinträchtigte, ersuchte Nigel die Hilfe des US Army Corps of Engineers, das eine Brücke zum nördlich gelegenen Sarasota bauen sollte. Diese erste Brücke wurde schließlich 1917 fertiggestellt, eine zweite Brückenverbindung im Süden der Insel folgte 1927.
Der amerikanische Professor und Autor Stephen Leatherman (Dr. Beach) wählte den Strand von Siesta Key in den Jahren 2011 und 2017 zum schönsten Sandstrand Amerikas. Siesta Key wurde im Jahr 1987 zum Empfänger des World's Finest, Whitest Sand-Preises des Woods Hole Oceanographic Institute. Der Preis wurde insbesondere für den zu über 99 % aus Quarzsand bestehenden Strand vergeben.

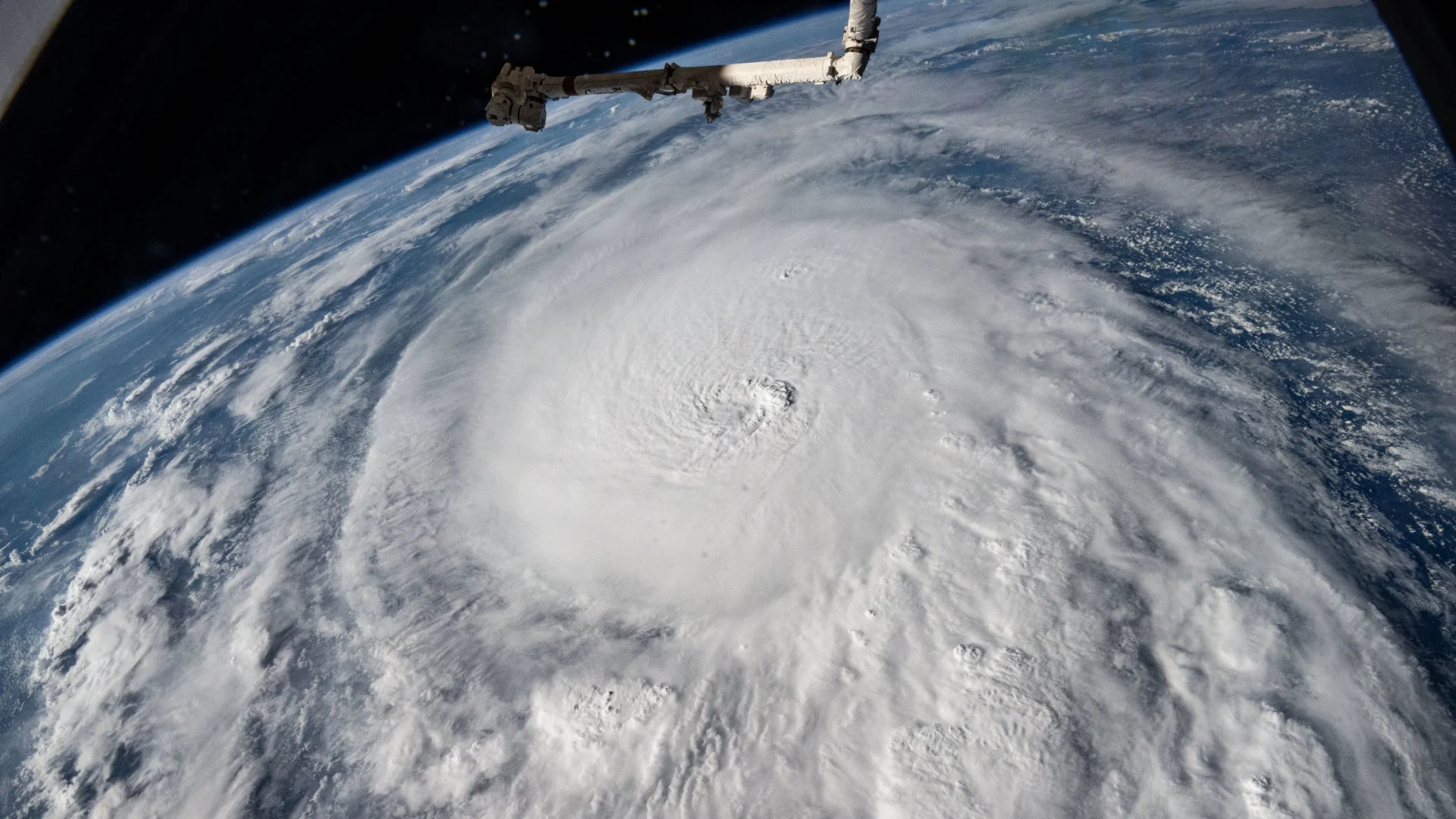
Hurrikan Milton, aufgenommen von Bord der ISS

Auf Siesta Key befindet sich der historische Campus der Out-of-Door Academy, einer 1924 gegründeten bekannten privaten Cum-Laude College Preparatory-School.
Am 9. Oktober 2024, während der atlantischen Hurrikansaison 2024, traf in Siesta Key der ehemalige Kategorie-5-Hurrikan Milton als Katagorie-3-Hurrikan mit anhaltenden Windgeschwindigkeiten von 205 km/h auf Land.

## Demographische Daten
Laut der Volkszählung 2010 verteilten sich die damaligen 6565 Einwohner auf 8138 Haushalte, davon sind die meisten als Zweitwohnsitz genutzte Ferienwohnungen. Die Bevölkerungsdichte lag bei 1076,2 Einw./km². 97,5 % der Bevölkerung bezeichneten sich als Weiße, 0,3 % als Afroamerikaner, 0,2 % als Indianer und 0,7 % als Asian Americans. 0,2 % gaben die Angehörigkeit zu einer anderen Ethnie und 1,0 % zu mehreren Ethnien an. 2,7 % der Bevölkerung bestand aus Hispanics oder Latinos.
Im Jahr 2010 lebten in 10,7 % aller Haushalte Kinder unter 18 Jahren sowie 57,1 % aller Haushalte Personen mit mindestens 65 Jahren. 57,1 % der Haushalte waren Familienhaushalte (bestehend aus verheirateten Paaren mit oder ohne Nachkommen bzw. einem Elternteil mit Nachkomme). Die durchschnittliche Größe eines Haushalts lag bei 1,88 Personen und die durchschnittliche Familiengröße bei 2,38 Personen.
10,1 % der Bevölkerung waren jünger als 20 Jahre, 8,9 % waren 20 bis 39 Jahre alt, 23,8 % waren 40 bis 59 Jahre alt und 55,1 % waren mindestens 60 Jahre alt. Das mittlere Alter betrug 63 Jahre. 48,1 % der Bevölkerung waren männlich und 51,9 % weiblich.
Das durchschnittliche Jahreseinkommen lag bei 72.685 $, dabei lebten 8,4 % der Bevölkerung unter der Armutsgrenze.
Im Jahr 2000 war Englisch die Muttersprache von 95,05 % der Bevölkerung, französisch sprachen 2,40 % und 2,55 % hatten eine andere Muttersprache.